# 赤道の男
『赤道の男』（せきどうの おとこ、原題：적도의 남자）は、2012年にKBSで放送された韓国の連続テレビドラマ。主人公キム・ソヌ役を連続テレビドラマ『復活』や『善徳女王』で知られるオム・テウンが演じ、ヒロインのハン・ジウォン役をイ・ボヨンが演じた。2012年3月21日から5月24日まで毎週水曜日と木曜日の夜9時55分から11時5分までの予定でKBS第2テレビジョンで20回にわたって放送された。KBSでは「熱い欲望を持った4人の男女の愛の物語」と紹介している。

## 制作
キム・イニョンが脚本を書き、キム・ヨンスとハン・サンスが演出した。キム・イニョンはチェ・ジウ主演の『真実』やキム・ジス主演の『太陽の女』などの連続テレビドラマ作品で知られる脚本家である。制作会社はパン・エンターテインメント。

## 放送・配信
2012年3月21日から5月24日まで毎週水曜日と木曜日の夜9時55分から11時5分までの予定でKBS第2テレビジョンで20回にわたって放送された。
ドラマ全編の動画がKBSのウェブサイトで無料で公開されている。

## 評価
視聴率は第12回の約15パーセントが最高で、第11回から最終回の第20回まで毎回視聴率約14パーセントから約15パーセントで推移した。

## 登場人物
各人物の年齢はKNTVによる。高校生時代が描かれる人物以外の年齢は物語として最終的な年齢。

### 主要人物
キム・ソヌ〈18歳-33歳〉
演 - オム・テウン、高校生時代：イ・ヒョヌ
本作の主人公。腕っぷしの強い問題児だった。ジュニョクと親友になる。父を殺される。ロイヤルツリー投資信託社長になる。
ハン・ジウォン〈18歳-33歳〉
演 - イ・ボヨン、高校生時代：キョン・スジン
有力企業の社長令嬢だった。ホテルのマネージャーからロイヤルツリー投資信託の社員になる。ソヌにはヘミング（ヘミン、헤밍）とも呼ばれる。
イ・ジャンイル〈18歳-33歳〉
演 - イ・ジュニョク、高校生時代：イム・シワン
優等生。ソヌと親友になる。ソウル地検の検事になる。
チェ・スミ〈18歳-33歳〉
演 - イム・ジョンウン、高校生時代：パク・セヨン
占い師の娘。画家になる。

### チン・ノシクと周辺人物
チン・ノシク〈55歳〉
演 - キム・ヨンチョル
チンスングループ会長。ソヌの父の首を絞める。
マ・ヒジョン〈55歳〉
演 - チャ・ファヨン
チン会長の妻。資産家の前夫と死別。
パク・ユンジュ〈18歳-33歳〉
演 - キム・ヘウン、高校生役：ペ・スルギ
ヒジョンと前夫との娘。
チャ室長〈43歳〉
演 - イ・スンヒョン
チン会長の秘書。
イ・ヨンベ〈50歳〉
演 - イ・ウォンジョン
ジャンイルの父。チン会長宅で働く。息を吹き返したソヌの父の息の根を止める。
キム・ギョンピル〈50歳〉
演 - イ・デヨン
ソヌの父。チン会長の同郷の後輩で元部下。殺される。
ムン・テジュ〈52歳〉
演 - チョン・ホビン
チン会長の元部下。ソヌに外国で視力回復手術を受けさせる。
ウネ
チン会長の婚約者。ソヌを産んだあと死ぬ。

### その他の人物
チェ・グァンチュン〈52歳〉
演 - イ・ジェヨン
スミの父。パクス・ムーダン（占い師）。ソヌの父が殺される場面を目撃する。
「クムジュル」〈18歳-33歳〉
演 - パク・ヒョジュン、高校生役：イ・チャンホ
高校生のときソヌの親友になる。
クン〈35歳〉
演 - チョ・ヒボン、青年時役：キム・スヒョン
ムン・テジュの部下。ソヌの部下になる。
シン・ジュノ〈31歳〉
演 - カン・ジソプ
ジャンイルの同僚検事。

## あらすじ
第1話、第2話
15年前。釜山で高校に通うソヌとジャンイルそれにスミは、3人とも父との二人暮らしをしている。ソヌは学業不振だが腕っぷしが強く、損得抜きに人助けをせずにはいられない性分であるのに対して、ジャンイルは成績優秀だが、一目ぼれしたスミとのデートの約束を、スミの父が世間から白眼視されるムーダンであることを知るとすっぽかすような男である。そんな学校の問題児ソヌと優等生ジャンイルが、父の借金のためにやくざ風な男たちに脅されているジャンイルをソヌが助けたことで親友になる。スミは以前ソヌの近所に住んでいた幼なじみで、父と引っ越して来てソヌと再会する。
ソヌの父は余命いくばくも無いと医師に告知され、むかし「兄貴」と呼んでいた旧知の会長を尋ね、会長とウネとの間に生まれた子がいることを告げる。過去の悪事の暴露を恐れた会長がソヌの父を殺す。その場面をジャンイルの父が目撃する。ジャンイルの父は雇用主であるチン会長の前で常に恐れいったようにしている。目撃されたことに気づいた会長は成績優秀なジャンイルに奨学金を出し面倒を見ることを条件に死体の処分をジャンイルの父にまかせる。処分場所の森に行き、死んだと思われたソヌの父が息を吹き返すとジャンイルの父が首を絞めてソヌの父のとどめをさし、首つり自殺に見せかける。この場面をスミの父が密かに目撃する。スミの父は目撃した事実を口外せずに、自身の商売である占いに利用したりする。ソヌは父の自殺を疑う。ジャンイルはソウル大学に合格する。ソウル大学にはジウォンも合格する。ジウォンは有力企業の社長令嬢で、ソヌたちの通う高校に転校して来ていた。
第3話、第4話
ソヌの父を殺したのはジャンイルの父であることをスミの父が知り、スミも知るが、ジャンイルに思いを寄せるスミは父に口外無用と告げる。そうとも知らぬソヌはジャンイルのために一人でやくざに手向かって行くが、ひどく痛めつけられる。一方ソヌの父の死に自分の父が関与していることをさとったジャンイルは、ソヌの犯人追及を阻止しようとして、背後からソヌの頭を棒でなぐり、気絶したソヌを崖から海に投げ落とす。ソヌは辛くも海岸に流れ着き、発見され、治療を受けるが、意識が戻らない。
新入生のジャンイルはジウォンと知り合う。チン会長の援助で余裕のある学生生活を送るジャンイルに対して、経済的に苦しくなったジウォンはアルバイトを掛け持ちして大学生活を送っている。演者が成年役にそれぞれ交替したところで、ソヌが意識を取り戻す。しかしソヌは過去の記憶がはっきりしない上に、目が見えなくなっている。
第5話、第6話
ソヌは記憶を取り戻すが、それを隠してジャンイルに復讐しようとする。スミとクムジュルと一緒にソウルに来たソヌは視覚障害者のための訓練を始める。ソヌはジャンイルの所に居候して福祉館に通い、ジウォンに出会う。福祉館で視覚障害者のための朗読をしていたジウォンはソヌに会って、高校生のとき自動車のフロントガラスを割ってくれた少年を思い出す。ジウォンはそのとき父の敵であるチン会長への怒りを抑えられず、車の窓を割ろうとしていた。ジウォンはジャンイルに誘われて一緒に映画を見たりするが、すぐ誘いを断るようになり、ソヌに対しては何かと親切にする。ソヌは高校生のときジャンイルと親友になってから学業成績を上げていたが、福祉館でジウォンが朗読した録音図書を借りて始終聞くようになり、文学や思想にも関心を示す。一方、秘密を知っているようなことを時々匂わせるソヌとスミに対してジャンイルは平然を装うが、時に酔いにまかせてソヌに怒りをぶつけたりもする。
第7話、第8話
グァンチュンは娘スミの留学費用捻出のためにチン会長に脅迫状を送る。チン会長は脅迫するのはソヌでないかと疑う。マッサージ師見習いとして呼ばれたソヌは声で相手がチン会長だと気づき、父殺害の関与を疑う。ソヌは経緯と疑惑について点字で書き留める。その一枚をただの点字の練習と聞かされたスミは絵の素材として黙って持ち帰る。ジウォンはソヌへの思いがつのり、バスの中でふいにキスしたりするが、ひけめを感じるソヌは結局ジウォンとわかれてしまう。ジウォンに相手にされないジャンイルは衝動的にスミと一夜を共にする。翌朝先に目覚めたスミはジャンイルが寝言でジウォンの名を呼ぶのを聞いて黙って帰る。ジウォンと別れ、横断歩道でオートバイとぶつかり脚に怪我をして部屋に戻ったソヌは激情をあらわにしてこぶしで鏡をたたき割ったりする。ソヌの部屋に先に来ていて黙ってソヌの様子を見ていたムン・テジュとその部下があばれるソヌを押さえつける。テジュはソヌに「お前の父親だ」と告げる。
第9話、第10話
ソヌはテジュに従って外国に行き手術を繰り返し受け視力を回復し、赤道直下のボルネオ島でテジュが手掛けた鉱山開発事業を引き継いで成功させ、さらに投資業について学び、ソウルに戻る。13年後の2012年。ジャンイルはソウル地検のスター検事になっている。スミは留学したアメリカで画家として成功し、ソウルに戻ってチン会長の妻の画廊で個展を開く。ジウォンは高級ホテルでマネージャーとして活躍しているが上司とトラブルになり、転職のための面接に行き、面接を受けた社長デイビッド・キムがソヌであることに驚くが、ソヌがジウォンと気づかないふりをしているため、ジウォンも言い出せない。スミの個展に招待されて来たジャンイルは帰りがけに目に入った絵を見て驚く。絵にはソヌを海に投げ捨てたあと逃げ帰るときのジャンイルらしき男の姿が小さく描かれている。さらにジャンイルは捜査協力依頼に応じて現れたデイビッド・キムを見て驚く。
第11話、第12話
ソヌはジャンイルやスミに視力が回復したことを明かす。ジウォンはデイビッド・キムすなわちソヌの会社に入社して、会社創立記念パーティーの準備をまかせられる。パーティーには各界の要人が招かれ、チン会長夫妻と娘ヘウンにジャンイルやスミも招かれる。ジウォンの姿を見てスミたちは福祉館時代のことをソヌに話すが、ソヌは適当に受け流す。ソヌが提出した父の死に関わる陳情書は警察では嫌疑なしとされるが、検察が調査に動き出す。ジャンイルに無視されるスミはジャンイルがソヌを殺そうとした場面を描いた絵をジャンイルに送り付け、15年前のジャンイルの凶行を目撃していたことを明かす。
第13話、第14話
ジャンイルは同僚の検事とともにソヌの父の件を担当することになる。ソヌに続きスミの父とスミが次々に検察に呼ばれ事情を聞かれる。ジャンイルはソヌを殺そうとしたことをスミが話すのではないかと恐れるが、案に相違してスミは検察で、ソヌの父が自殺する前に悄然とした様子でロープを買っていたと話し、そのことをソヌに告げなかったことを後悔していると言って涙を流す。ソヌとジウォンは曲折の末わだかまりを解き、互いに愛しあっていることを知る。ソヌとジウォンは15年前にジウォンが保存していたソヌあての無署名の手紙を開封して、ソヌの父を殺したのはジャンイルの父だと書いてあるのを知る。筆跡鑑定によって手紙はスミの父が書いたことが分かる。
第15話、第16話
スミの父はスミに人殺しの息子ジャンイルをあきらめさせようとして、ソヌの父殺害を目撃したことをソヌに打ち明ける。ソヌは慟哭する。スミの父は検察で証言しようとするが、スミに反対され目の前に迫った時効が過ぎるまで国外に連れ出される。検察にはジャンイルの父も呼ばれるが結局ソヌの父の件は時効になる。スミのいない間にスミのアトリエに来たユンジュはジャンイルのソヌに対する殺人未遂場面を描いた一連の絵を見て、ジャンイルとソヌをモデルに使って描いた物語的な作品と思い、画廊で展示することを決める。スター検事として法律番組にテレビ出演するジャンイルに視聴者としてソヌが質問の電話をしてジャンイルを瀬戸際まで追い詰めるが、一方でソヌは事件をすべてチン会長の罪とするようにジャンイルにもちかける。チン会長はソヌの忠告にもかかわらず進めたダイアモンド鉱山開発の投資が原因でグループの株価下落を招くと、裏金を使って経営実態の粉飾を図る。
第17話、第18話
ジャンイルの凶行を描いたスミの絵が展示され、続編が作成されることになり、作品制作のための撮影会がマスコミを呼んで開かれる。作品についての報道が話題になり、ソヌ殺人未遂の犯人としてジャンイルの名前があがり、検察が捜査に動くと、ジャンイルは検察を辞職する。ソヌの父殺害の目撃者であるスミの父をジャンイルの父が殺そうとするが、通行人に気づかれて未遂に終わる。ジャンイルの父はソヌ殺人未遂の罪をかぶった遺書を残して自殺をはかる。チン会長は社運をかけた鉱山開発の入札で失敗する。チン会長の妻と娘は会長に黙ってソヌから融資を受け、ブランド食器の輸入事業を始める。テジュにすすめられて行った母ウネの墓前でソヌはチン会長に出くわす。ソヌはチン会長が実父であることをテジュに告げられる。
第19話、第20話（最終話）
チン会長はリゾート会社の社長を解任され、解任に賛成した妻は娘と共にチン会長を捨てて、家を出る。自殺をはかった父が意識を回復しないまま死ぬと、ジャンイルはチン会長を追って国外でピストルを入手して銃口をチン会長に向けるが、危険を察してジャンイルを追ってきたソヌが殺害を阻止する。チン会長は株価操作や裏金工作が明らかになり逮捕される。ジャンイルは精神に変調を来し、入院する。ジャンイルを見舞いに来たスミは別人のようになったジャンイルを見てすぐに帰る。過去と現在を混乱させているジャンイルをソヌは許す。ジャンイルに請われてジャンイルの凶行現場にソヌが一緒に来る。ジャンイルは過去の自分の凶行を止めようとして海に落ちる。ソヌは海に飛び込んでジャンイルを助けようとする。ソヌは服役中のチン会長の面会に行き、二人は実の親子として和解する。ジウォン一家を没落させ最後のあがきでジウォンを監禁までしたチン会長の実の息子としてソヌはジウォンの元を離れる。しばらくしてジウォンはソヌを捜しに赤道の地におもむく。鉱山開発現場で再開した二人は互いに愛しあっていることを確認し、抱きあう。